# 豊中市立庄内西小学校
豊中市立庄内西小学校（とよなかしりつ しょうないにししょうがっこう）は、大阪府豊中市庄本町四丁目に位置する公立小学校。
従来の豊中市立庄内小学校および豊中市立庄内南小学校の校区を再編し、1955年に豊中市で17番目（庄内地区では3番目）の公立小学校として開校した。

## 沿革
- 1955年5月 - 豊中市立第17小学校として設置。該当校区内在住の1-4年生児童を庄内・庄内南両校から移籍。
- 1955年8月 - 豊中市立庄内西小学校と校名決定。
- 1959年1月 - 体育館兼講堂工事竣工。
- 1960年4月 - 校旗新調。
- 1967年9月 - プール完成。
- 1969年3月 - 校歌制定。
- 1991年12月 - 陶芸釜完成。
- 2000年10月 - コンピュータ室完成。

## 通学区域
- 豊中市 大島町1丁目-3丁目、庄内宝町2丁目（8-10番）、庄本町1丁目-4丁目、二葉町1丁目-3丁目[1]。

※大島町3丁目11番在住者については、協議により大阪市立三津屋小学校への通学も可能となっている。
卒業生は豊中市立第七中学校に進学する。

## 交通
- 阪急バス 庄本バス停より南へ徒歩８分。
- 阪急神戸線 神崎川駅 北西へ約1.4km。
- JR東西線 加島駅 北東へ約1.7km。